# 機動戰士GUNDAM F90
《機動戰士GUNDAM F90》（機動戦士ガンダムF90）是山口宏的GUNDAM漫畫系列作品 ，在1990年萬代發售連串的鋼普拉模型的計劃，為計劃基礎發表的漫畫等作品。當中故事續作是《機動戰士GUNDAMF91 Formula戰記 0122》。

## 故事背景
U.C.0120年，經過過去的騷動，在平靜的日子期間，地球聯邦軍第13實驗部隊被要求測試次期主力機動戰士的開發方案，海軍戰略研究所（Strategic Naval Research Institute，簡稱S.N.R.I.）的試驗成品機動戰士「鋼彈F90」。在試驗的途中被舊吉翁軍的神祕機動戰士襲擊，最後鋼彈F90二號機遭到強奪。地球聯邦軍第13實驗部隊被編成地球聯邦軍第13獨立機動艦隊，為了奪回鋼彈F90二號機向吉翁軍的根據地前往火星。

## 作品解說
電影《機動戰士GUNDAM F91》的MSV計劃其中之一，以《F91》公佈後被作為發表宣言，揭開次世代的鋼彈序章。從第二次新自護抗戰27年、馬夫迪動亂15年後、宇宙巴比倫建國戰爭的3年前故事。
鋼彈F90是將因戰鬥用而大型化，回歸用兵思想的原點，以小型、高性能化為訴求，由軍方內部研究機關海軍戰略研究所製造出來的試作實驗機。在特性上，藉由配置在機體各處裝備的接續點，可以隨任務需要換裝已經整合化的外加單元，以對應各種不同的戰場下戰鬥。
「在U.C.0111年後由高出力、高性能、複雜化的理念持續開化成小型高性能的突點」的設定，之前的機動戰士平均高度是從18米到25米左右就下降到15米左右的平均高度。因此在鋼彈F90系列的話，是由100分之1的尺度鋼普拉模型的大小變成144分之1的尺度。

## 登場人物
聲優出自《SDGUNDAMG世代》系列

### 地球連邦軍
提夫（声：關俊彥）
本故事的主角，地球聯邦軍少尉，是地球聯邦軍第13實驗部隊測試駕駛員。他被地球聯邦軍編配到擔任測試新型機動戰士。主要負責測試鋼彈F90一號機的駕駛員，但是在測試途中，他們被自護獨立火星軍突襲，並且被奪去鋼彈F90二號機。之後為被奪取事件負責而加入地球聯邦軍第13獨立機動艦隊進行討伐火星作戰。在火星之戰裡，他與叛亂投向火星獨立自護軍的波殊所駕駛由火星獨立自護軍改做的鋼彈F90二號機交戰，最後把波殊擊敗，並無事生還離開火星。
斯特（声：井上和彥）
地球聯邦軍第13實驗部隊測試駕駛員。海軍戰略研究所為測試新型機動戰士鋼彈F90，於是他被編入地球聯邦軍第13實驗部隊。主要負責擔任鋼彈F90二號機的測試駕駛員，可是在測試途中，他們被火星獨立自護軍襲擊，以鋼彈F90二號機亦被搶走。因此地球聯邦軍第13獨立機動艦隊要去火星掃蕩殘黨，他要為被奪取事件負責而參加地球聯邦軍第13獨立機動艦隊，要駕駛居勒・德卡改出戰。
娜慧（声：水谷優子）
本故事中唯一的女性士兵，她是地球聯邦軍戰術情報局的成員。當海軍戰略研究所進行測試新型機動戰士鋼彈F90，她被編配到地球聯邦軍第13實驗部隊。主要負責為鋼彈F90收集測試資料，在測試途中，他們被火星獨立自護軍偷擊，並且把鋼彈F90二號機奪走，於是地球聯邦軍第13獨立機動艦隊討伐火星獨立自護軍，以她被編入隊伍內。
羅偉特尼（声：菅原淳一）
地球聯邦軍第13獨立機動艦隊的司令官同時都是戰艦的艦長。主要任務是負責測試兩部新型機動戰士鋼彈F90，可是在測試途中，其中一部鋼彈F90被火星獨立自護軍突襲並被奪走。最後接受地球聯邦軍命令要求地球聯邦軍第13獨立機動艦隊前往火星討伐火星獨立自護軍。在火星附近宙域戰鬥期間受到火星獨立自護軍激烈的反抗，同時艦內又發生內亂事件，所以他的部隊失去了大部份的戰力。後來當他打算使用核兵器攻擊火星獨立自護軍的據點時，被火星獨立自護軍突襲而戰死。
艾力克
地球聯邦軍第13獨立機動艦隊所屬的士兵。
馬克
地球聯邦軍第13獨立機動艦隊所屬的士兵。

### 火星獨立自護軍
波修（声：中田讓治）
曾經參與第二次新自護抗戰的地球聯邦軍軍人。後來他擔任測試新型鋼彈F90的地球聯邦軍第13實驗部隊隊長。他秘密地與火星獨立自護軍勾結，並且將鋼彈F90的情報傳送給火星獨立自護軍。他參加地球聯邦軍第13獨立機動艦隊的火星攻略戰。在火星作戰期間，他率領同伴進行反亂並且成功將戰艦壓制，同時又向其他的地球聯邦軍戰艦進行砲擊，令地球聯邦軍第13獨立機動艦隊接近全滅。最後他與提夫駕駛的鋼彈F90在火星幽靈基地內交戰時被擊敗戰死。
貝利
火星獨立自護軍的少佐。在火星戰鬥期間擊破ST積根，在捕虜娜慧前往火星幽靈基地以隨行的士兵。

## 登場機體

### 地球連邦軍
- F90-01 鋼彈F90 
  - F90-01A 鋼彈F90 A型
  - F90-01D 鋼彈F90 D型
  - F90-01S 鋼彈F90 S型
  - F90-01ADS 鋼彈F90 A・D・S型（全裝備）
- F90-02 鋼彈F90
- AMS-119 居勒・德卡改（斯特專用）
- RGM-89ST2 ST積根
- RGM-89 積根

### 火星獨立自護軍
- OMS-06RF RF渣古
- OMS-06RF 指揮官用RF渣古
- OMS-07RF RF老虎
- OMS-09RF RF大魔
- OMS-14RF RF格魯古古
- OMS-14RF 指揮官用RF格魯古古
- OMS-15RF RF強人
- OMS-90R 鋼彈F90（火星獨立自護軍）
- OMAX-03RF RF加薩姆

## 其他
火星獨立自護軍其實是U.C.0079年就已經有自護的科學家在火星研究工作。當中在鋼彈世界首次在其他星球作戰的故事
由於鋼彈F90有A-Z全26種裝備型態，當中有很多沒有設計圖同沒採用機體。可以參考網頁為高达F90

## 相關作品
- 機動戰士GUNDAM F91
- 機動戰士GUNDAMF91 Formula戰記 0122